# جنیفر لین
جنیفر لین (انگلیسی: Jennifer Anne Lien؛ زادهٔ ۲۴ اوت ۱۹۷۴) هنرپیشه اهل ایالات متحده آمریکا است. وی بین سال‌های ۱۹۹۰ تا ۲۰۰۲ میلادی فعالیت می‌کرد.

## گزیده فیلمشناسی
از فیلم‌ها یا برنامه‌های تلویزیونی که وی در آن نقش داشته‌است می‌توان به آثار زیر اشاره کرد.
- تاریخ مجهول آمریکا (۱۹۹۸)
- شیرشاه ۲: پادشاهی سیمبا (۱۹۹۸)
- اس ال سی پانک! (۱۹۹۸)